# 高岡市立伏木小学校
高岡市立伏木小学校（たかおかしりつ ふしきしょうがっこう）は、富山県高岡市伏木東一宮にある公立小学校。

## 沿革
出典
- 1873年（明治6年）
  - 1月25日 - 新川県参事、射水郡新湊伏木村に小学校設立を認可[4]。
  - 2月16日 - 伏木本町の藤井能三の持ち家に公立伏木小学校として創立[5][6]。富山県で初めて創校された小学校[1][7]。
- 1874年（明治7年）9月 - 大成小学校と改称。不遠寺に移転し、修静小学校と改称。
- 1890年（明治23年） - 校訓・校歌・校章が制定された[5]。
- 1895年（明治28年）8月 - 伏木町立伏木尋常小学校と改称。
- 1903年（明治36年）8月 - 校歌制定。
- 1922年（大正11年）3月 - 創校50周年記念として、藤井能三の銅像建立。
- 1932年（昭和7年）3月 - 古府小学校新築、一部児童が転籍。
- 1941年（昭和16年）4月 - 国民学校令により、伏木国民学校と改称。
- 1942年（昭和17年）4月 - 高岡市立伏木国民学校と改称。
- 1947年（昭和22年）4月 - 学制改革により、高岡市立伏木小学校と改称。新制の高岡市立伏木中学校併設。
- 1952年（昭和27年）2月 - 創校80周年記念として、藤井能三の銅像再建。
- 1960年（昭和35年）9月 - 体育館新築落成。
- 1961年（昭和36年）2月 - 「伏木こども風土記」出版。
- 1963年（昭和38年）3月 - 創校90周年記念式挙行。こども風土記博物館設置。
- 1966年（昭和41年）11月 - 給食場新築。水洗式便所竣工。
- 1967年（昭和42年）6月 - 「たかかごの花」歌碑建立。
- 1973年（昭和48年）2月 - 創校100周年記念式挙行し、記念誌発行。
- 1980年（昭和55年）6月 - 新校舎完工式挙行。
- 1982年（昭和57年）3月 - 藤井能三銅像移設。教育活動「ふしき」刊行。
- 1983年（昭和58年）1月 - 交通公園完工。
- 1985年（昭和60年）11月 - 体育館屋根改良と給食室改築の両工事完工。
- 1987年（昭和62年）
  - 2月 - 『富山県公立学校発祥の地』の石碑建立。
  - 11月 - 能三公園完成。
- 1993年（平成5年）2月 - 創校120周年記念式挙行し、「みなとの学校」刊行。
- 1994年（平成6年）9月 - 能三さんの歌碑建立。ふるさと公園造成。
- 1996年（平成8年）11月 - 体育館改築。
- 1998年（平成10年）3月 - コンピュータ室設置。高岡市防災無線スピーカー設置。
- 2003年（平成15年）2年 - 創校130周年記念式挙行し、「みなとの学校」刊行。
- 2006年（平成18年）2月 - 学校安全パトロール隊発足。
- 2008年（平成20年）3月 - ふるさと博物館整備（収蔵品表装表具）。
- 2009年（平成21年）12月 - 校舎耐震補強工事完成。
- 2011年（平成23年）11月 - 体育館耐震工事完了。
- 2012年（平成24年）2月 - 伏木ふるさと博物館改修工事完了。
- 2013年（平成25年）2月 - 創校140周年記念式挙行し、「みなとの学校」刊行。
- 2016年（平成28年）4月 - 自閉症・情緒障害学級設置。
- 2023年（令和5年）2月16日 - 創校150周年記念式挙行[5]し、「みなとの学校」刊行。

## 周辺
- 伏木ふるさと博物館 - 同一建物内。
- 伏木神社
  - 伏木神社以外の神社仏閣も点在。
- 高岡市伏木児童館
- 高岡市赤坂公民館
- 学校法人伏木中央学園幼保連携型認定こども園かたたご幼稚園・かたたご保育園 - 進学前幼稚園・保育園

## アクセス
- JR西日本氷見線伏木駅から、プールそばの正門まで徒歩約680m・約11分。
  - 学校敷地から駅までは最短直線距離で約380mほどだが、学校周辺の道路形状が悪い為、2倍近い距離となる。
- 加越能バス「氷見線（ふしき病院経由）」・「伏木循環線（東回り・西回り）」で、「伏木一の宮」停留所下車後、伏木児童館側の門まで、
  - 高岡ふしき病院・高岡駅前方面行のりばから、徒歩約415m・約6分。
  - 雨晴駅前・氷見方面行、国分港・伏木駅前経由矢田行、国分港・伏木駅前・矢田経由高岡駅前行のりばから、徒歩約590m・約9分（バス停付近に横断歩道が無く、気多神社口交差点まで廻る必要があるため、やや距離が延びる）。

## 著名な出身者
- 高井悌三郎（考古学者）